# Chimaltitán
Chimaltitán es una localidad del estado mexicano de Jalisco. Es la cabecera del municipio de Chimaltitán.

## Toponimia
El nombre «Chimaltitán» proviene de los términos en náhuatl: chimalli, escudo; titlan, lugar rodeado. Su significado es «Lugar rodeado de escudos».

## Demografía
| Gráfica de evolución demográfica |
|                                  |

| Censo | Población |
| ----- | --------- |
| 1900  | 456       |
| 1910  | 550       |
| 1921  | 434       |
| 1930  | 148       |
| 1940  | 339       |
| 1950  | 499       |
| 1960  | 674       |
| 1970  | 653       |
| 1980  | 736       |
| 1990  | 659       |
| 2000  | 762       |
| 2010  | 843       |
| 2020  | 609       |